# 群馬県災害拠点病院

群馬県の地域圏図

群馬県災害拠点病院（ぐんまけんさいがいきょてんびょういん）とは、群馬県にある災害時の救急医療の拠点となる災害拠点病院。

## 概要
県内や近県で災害が発生し、通常の医療体制では被災者に対する適切な医療を確保することが困難な状況となった場合に、群馬県知事の要請により傷病者の受け入れや医療救護班の派遣等を行う。17病院が指定されており、前橋赤十字病院が全県域を担当し災害医療の中心となる基幹災害拠点病院、その他病院が各医療圏に対応する地域災害拠点病院となっている。

## 拠点病院の条件
- 建物が耐震耐火構造であること。
- 資器材等の備蓄があること。
- 応急収容するために転用できる場所があること。
- 応急用資器材、自家発電機、応急テント等により自己完結できること。（外部からの補給が滞っても簡単には病院機能を喪失しないこと）
- 近接地にヘリポートが確保できること。

## DMAT
2013年3月31日時点で、災害派遣医療チーム（DMAT）は、全ての災害拠点病院で合計34チームが編成されている。

### 派遣実績
- 2007年7月 - 新潟中越沖地震に対して5病院5チームを新潟県へ派遣
- 2011年3月 - 東日本大震災に対して8病院12チームを岩手県、宮城県、福島県、茨城県へ派遣 
  - 大町病院（福島県南相馬市）の入院患者を群馬県立産業技術センターで受け入れ、9病院47人を派遣
- 2012年4月29日 - 関越自動車道高速バス居眠り運転事故に対して1病院2チームを藤岡市へ派遣
- 2013年2月 - 北関東自動車道で発生した大型トレーラー横転事故に対して1病院1チームを前橋市へ派遣
- 2013年3月 - 高崎市嘉多町で発生した建物火災に対して1病院2チームを高崎市へ派遣
- 2014年9月 - 御嶽山噴火災害に対して1病院1チームを長野県へ派遣

## 病院一覧
| 基幹災害拠点病院 | 基幹災害拠点病院                 | 基幹災害拠点病院            | 基幹災害拠点病院                       | 基幹災害拠点病院 | 基幹災害拠点病院 |
| 3次医療圏 | 病院名                           | 住所                        | 位置                                   | DMAT             | 三次救急         |
| --- | -------------------------------- | --------------------------- | -------------------------------------- | ---------------- | ---------------- |
| 全域 | 前橋赤十字病院                   | 前橋市 前橋市朝倉町389番地1 | 北緯36度23分6.9秒 東経139度5分12.5秒   | 9チーム          | 高度/DH          |
| 地域災害拠点病院 |                                  |                             |                                        |                  |                  |
| 2次医療圏 | 病院名                           | 住所                        | 位置                                   | DMAT             | 三次救急         |
| 前橋 | 群馬県済生会前橋病院             | 前橋市上新田町564-1         | 北緯36度22分7秒 東経139度3分42秒       | 2チーム          | -                |
| 前橋 | 地域医療機能推進機構群馬中央病院 | 前橋市紅雲町1丁目7-13       | 北緯36度23分10.6秒 東経139度3分40秒    | 1チーム          | -                |
| 前橋 | 群馬大学医学部附属病院           | 前橋市昭和町3丁目39-22      | 北緯36度24分26.5秒 東経139度3分41.7秒  | 2チーム          | ○                |
| 高崎・安中 | 国立病院機構高崎総合医療センター | 高崎市高松町36              | 北緯36度19分18秒 東経139度0分8秒       | 4チーム          | 救命             |
| 高崎・安中 | 日高病院                         | 高崎市中尾町886             | 北緯36度21分49.4秒 東経139度1分43.1秒  | 1チーム          | -                |
| 渋川 | 国立病院機構渋川医療センター     | 渋川市渋川1338-4            | 北緯36度29分34秒 東経139度0分40.1秒    | 1チーム          | -                |
| 藤岡 | 公立藤岡総合病院                 | 藤岡市藤岡942-1             | 北緯36度15分11.3秒 東経139度4分34.5秒  | 1チーム          | -                |
| 富岡 | 公立富岡総合病院                 | 富岡市富岡2073-1            | 北緯36度15分48.7秒 東経138度54分13.9秒 | 1チーム          | -                |
| 吾妻 | 原町赤十字病院                   | 吾妻郡東吾妻町大字原町698   | 北緯36度34分20秒 東経138度49分32.6秒   | 1チーム          | -                |
| 沼田 | 国立病院機構沼田病院             | 沼田市上原町1551-4          | 北緯36度38分46.2秒 東経139度3分39.1秒  | 1チーム          | -                |
| 沼田 | 利根中央病院                     | 沼田市沼須町910-1           | 北緯36度37分57.1秒 東経139度3分10.8秒  | 2チーム          | -                |
| 伊勢崎 | 伊勢崎市民病院                   | 伊勢崎市連取本町12-1        | 北緯36度19分22.9秒 東経139度10分39.2秒 | 2チーム          | -                |
| 伊勢崎 | 伊勢崎佐波医師会病院             | 伊勢崎市下植木町481         | 北緯36度18分57.6秒 東経139度12分33.9秒 | 1チーム          | -                |
| 桐生 | 桐生厚生総合病院                 | 桐生市織姫町6-3             | 北緯36度24分20.2秒 東経139度19分39.2秒 | 1チーム          | -                |
| 太田・館林 | SUBARU健康保険組合太田記念病院   | 太田市大島町455-1           | 北緯36度17分57.7秒 東経139度21分37.5秒 | 3チーム          | 救命             |
| 太田・館林 | 館林厚生病院                     | 館林市成島町262-1           | 北緯36度14分53.2秒 東経139度31分6.7秒  | 1チーム          | -                |
| 2013年3月31日時点 （凡例） 高度：高度救命救急センター、救命：救命救急センター、地域：地域救命救急センター、DH：ドクターヘリ基地病院 |                                  |                             |                                        |                  |                  |